# Марк Цабель
Марк Цабель (нім. Mark Zabel; 12 серпня 1973, Кальбе) — німецький весляр-байдарочник, виступав за збірну Німеччини у другій половині 1990-х — першій половині 2000-х років. Чемпіон літніх Олімпійських ігор в Атланті, володар двох срібних олімпійських медалей, шестиразовий чемпіон світу, дворазовий чемпіон Європи, багаторазовий переможець та призер першостей національного значення.

## Життєпис
Марк Цабель народився 12 серпня 1973 року в місті Кальбе (федеральна земля Саксонія-Ангальт). Активно займатися веслуванням на байдарці почав у чотирнадцять років, проходив підготовку в місцевій веслувальній секції та у спеціалізованому спортивному клубі в Магдебурзі.
Першого серйозного успіху на дорослому міжнародному рівні досягнув у сезоні 1995 року, коли потрапив до основного складу німецької національної збірної і побував на домашньому чемпіонаті світу в Дуйсбурзі, звідки привіз одразу три нагороди різного ґатунку: в четвірках виграв бронзу на двохстах метрах, срібло на п'ятистах і золото на тисячі. Завдяки низці вдалих виступів удостоївся права захищати честь країни на літніх Олімпійських іграх 1996 року в Атланті, де разом з чотиримісним екіпажем, куди також увійшли веслярі Томас Райнек, Олаф Вінтер і Детлеф Гофман, завоював у програмі 1000 метрів золоту олімпійську медаль.
1997 року на чемпіонаті світу в канадському Дартмуті Цабель повністю повторив результат попереднього разу, в четвірках знову виграв бронзу на двохстах метрах, срібло на п'ятистах і золото на тисячі. Рік по тому на світовій першості в угорському Сегеді здобув перемогу відразу на двох дистанціях байдарок-четвірок — на 500 і 1000 м. Ще через рік на аналогічних змаганнях у Мілані захистив чемпіонське звання в четвірках на п'ятистах метрах, однак на тисячі змушений був задовольнятися сріблом, у вирішальному заїзді програв команді Угорщини.
2000 року дебютував у заліку європейських першостей, на турнірі в польській Познані здобув дві золоті медалі в заїздах на кілометр і півкілометра. Бувши одним з лідерів німецької національної збірної, успішно пройшов кваліфікацію на Олімпійські ігри в Сіднеї, де у складі екіпажу Яна Шефера, Б'єрна Баха і Штефана Ульма в кілометровій програмі четвірок став срібним призером — у фіналі їх знову випередили угорці.
Після двох Олімпіад Цабель залишився в основному складі збірної Німеччини і продовжив брати участь у найбільших міжнародних регатах. Так, у 2001 році в четвірках на тисячі метрів взяв срібло на чемпіонаті Європи в Мілані, а пізніше в тій самій дисципліні завоював золото на чемпіонаті світу в Познані, ставши таким чином шестиразовим чемпіоном світу. Наступного сезону здобув срібну медаль на світовій першості в іспанській Севільї, в четвірках на дистанції 1000 метрів обігнав всі екіпажі крім збірної Словаччини. Потім на чемпіонаті світу 2003 року в американському Гейнсвіллі показав у тій самій дисципліні третій результат, першою і другою були збірні Словаччини та Угорщини відповідно. По закінченні олімпійського циклу Марк Цабель вирушив на Олімпійські ігри 2004 року в Афіни, де в четвірках за участю Андреаса Іле, Б'єрна Баха і Штефана Ульма додав до послужного списку ще одну срібну медаль на кілометровій дистанції.
У липні 2005 року Цабель оголосив про завершення кар'єри професійного спортсмена. Згодом працював тренером з веслування на байдарках і каное у спортивному клубі свого рідного міста Кальбе, тренував збірні команди Магдебурга та Саксонії-Ангальт. Одружений, є донька.